# Derek Gee
Derek Gee (Osgoode, 3 augustus 1997) is een Canadees baan- en wegwielrenner die anno 2025 rijdt voor Israel-Premier Tech.

## Carrière
Als junior werd Gee in 2015 nationaal kampioen tijdrijden.
Op de baan werd Gee meerdere malen nationaal en Pan-Amerikaans kampioen, nam hij deel aan verschillende wereldkampioenschappen en wereldbekermanches en reed hij in 2021 twee onderdelen tijdens de Olympische Spelen.
In 2020 werd Gee nationaal kampioen tijdrijden, voor Matteo Dal-Cin en Pier-André Côté, en werd hij negentiende op het wereldkampioenschap in diezelfde discipline.
In 2023 maakte Gee zijn grote ronde debuut in de Giro. Hij reed een aanvallende koers en werd in vier ritten 2de in de dag uitslag, verder werd hij onder andere ook 2de het bergklassement en het puntenklassement. Aan het eind van ronde kreeg hij wel de prijs van de strijdlust.

## Palmares

### Baanwielrennen
| Jaar | CK                                                                                    | P-AK                                 | WK                                        | Overig                                                    |
| ---- | ------------------------------------------------------------------------------------- | ------------------------------------ | ----------------------------------------- | --------------------------------------------------------- |
| 2016 | Omnium · 4e Scratch · 6e Achtervolging · 10e Tijdrit                                  |                                      |                                           |                                                           |
| 2017 | Achtervolging · Ploegenachtervolging · Puntenkoers · Ploegkoers · Omnium · Scratch    | Achtervolging · Ploegenachtervolging |                                           |                                                           |
| 2018 | Achtervolging · Ploegenachtervolging · Puntenkoers · Ploegkoers · Omnium · 4e Scratch |                                      | 8e Ploegenachtervolging 14e Achtervolging | Gemenebestspelen: · Ploegenachtervolging                  |
| 2019 | Achtervolging · Ploegkoers · Omnium · Ploegenachtervolging · 6e Tijdrit               | Ploegenachtervolging · Omnium        | 4e Ploegenachtervolging 15e Omnium        |                                                           |
| 2020 | Achtervolging · Omnium · Ploegenachtervolging                                         |                                      | 11e Ploegenachtervolging 12e Omnium       |                                                           |
| 2021 |                                                                                       |                                      | 9e Ploegenachtervolging 10e Omnium        | Olympische Spelen: 5e Ploegenachtervolging DNF Ploegkoers |
| 2022 |                                                                                       |                                      |                                           | Gemenebestspelen: 5e Ploegenachtervolging                 |
| 2023 |                                                                                       |                                      | 6e Ploegenachtervolging                   |                                                           |

### Wegwielrennen
2015
 Canadees kampioen tijdrijden, Junioren
2022
 Canadees kampioen tijdrijden, Elite
2023
Prijs van de Strijdlust Ronde van Italië
 Canadees kampioen tijdrijden, Elite
2024
3e etappe Critérium du Dauphiné
2025
3e etappe (ITT) O Gran Camiño
Eind- en bergklassement O Gran Camiño
 Canadees kampioen op de weg, Elite

#### Resultaten in voornaamste wedstrijden
| Jaar | Ronde van Italië | Ronde van Frankrijk | Ronde van Spanje |
| ---- | ---------------- | ------------------- | ---------------- |
| 2022 |                  |                     |                  |
| 2023 | 22e              |                     |                  |
| 2024 |                  | 9e                  |                  |
| 2025 | 4e               |                     |                  |

| Jaar | Gent-Wevelgem | Parijs-Roubaix | Luik-Bast.‑Luik | Parijs-Tours |  | WK op de weg |
| ---- | ------------- | -------------- | --------------- | ------------ |  | ------------ |
| 2022 |               |                |                 | 85e          |  | opgave       |
| 2023 | opgave        | 135e           |                 | 44e          |  | opgave       |
| 2024 |               |                | 86e             |              |  | opgave       |
| 2025 |               |                |                 |              |  |              |

## Ploegen
- 2021 –  XSpeed United Continental
- 2022 –  Israel Cycling Academy
- 2023 –  Israel-Premier Tech
- 2024 –  Israel-Premier Tech
- 2025 –  Israel-Premier Tech

Berwick · Boivin · Clarke · Einhorn · Frigo · Froome · Fuglsang · Gee · Goldstein · Hermans · Hollenstein · Hollyman · Houle · Impey · Jones · Neilands · Nizzolo · Pozzovivo (vanaf 6/3) · Reynders · Riccitello · Sagiv · Schultz · Strong · Teuns · Van Asbroeck · Vanmarcke (tot 7/7) · Williams · Woods · Würtz Schmidt · Zabel · Gilmore (stagiair) · Sheehan (stagiair)
Ackermann · Bennett · Blackmore (vanaf 3/5) · Boivin · Clarke · Einhorn · Frigo · Froome · Fuglsang · Gee · Hofstetter · Hollyman · Houle · Kogut · Neilands · Pickrell · Raisberg · Riccitello · Sagiv · Schultz · Schwarzmann · Sheehan · Stewart · Strong · Teuns · Van Asbroeck · Vernon · Williams · Woods · Würtz Schmidt · Zabel (tot 2/5) · Brown (stagiair)